# Liste der Orte im Landkreis Dachau
Die Liste der Orte im Landkreis Dachau listet die 335 amtlich benannten Gemeindeteile (Hauptorte, Kirchdörfer, Pfarrdörfer, Dörfer, Weiler und Einöden) im Landkreis Dachau auf.

## Systematische Liste
Alphabet der Städte und Gemeinden mit den zugehörigen Orten.
- Markt Altomünster mit 47 Gemeindeteilen:[2]
  - Hauptort Altomünster
  - Pfarrdörfer Hohenzell, Pipinsried, Randelsried, Thalhausen und Wollomoos
  - Kirchdörfer Kiemertshofen, Oberzeitlbach, Pfaffenhofen und Unterzeitlbach
  - Dörfer Asbach, Deutenhofen, Irchenbrunn, Plixenried, Schmarnzell und Stumpfenbach
  - Weiler Arnberg, Freistetten, Haag, Halmsried, Hohenried, Humersberg, Lauterbach, Lichtenberg, Maisbrunn, Oberndorf, Ottelsburg, Ottmarshausen, Radenzhofen, Reichertshausen, Röckersberg, Rudersberg, Ruppertskirchen und Übelmanna
  - Einöden Breitenau, Erlach, Hutgraben, Oberschröttenloh, Rametsried, Schauerschorn, Schielach, Schloßberg, Schmelchen, Sengenried, Teufelsberg und Xyger
  - Sonstiger Ort Obererlach

- Bergkirchen mit 25 Gemeindeteilen:[3]
  - Pfarrdörfer Bergkirchen und Kreuzholzhausen
  - Kirchdörfer Deutenhausen, Eschenried, Feldgeding, Günding, Lauterbach, Oberbachern, Palsweis und Unterbachern
  - Dörfer Bergkirchen-Lus, Bibereck, Eisolzried, Gröbenried und Neuhimmelreich
  - Weiler Breitenau, Facha, Hopfenau, Priel, Ried und Rodelzried
  - Einöden Heishof, Kienaden und Rennhof
  - Gewerbegebiet Bergkirchen-GADA

- Stadt Dachau mit 20 Gemeindeteilen:[4]
  - Hauptort Dachau
  - Pfarrdörfer Mitterndorf und Pellheim
  - Kirchdorf Webling
  - Dörfer Etzenhausen, Holzgarten, Lohfeld, Oberaugustenfeld, Obermoosschwaige, Polln, Pullhausen, Udlding und Unteraugustenfeld
  - Siedlung Dachau-Ost
  - Weiler Assenhausen, Steinkirchen und Würmmühle
  - Einöden Eisingertshofen, Obergrashof und Viehhausen

- Erdweg mit 17 Gemeindeteilen:[5]<
  - Pfarrdörfer Kleinberghofen, Walkertshofen und Welshofen
  - Kirchdörfer Eisenhofen, Erdweg, Großberghofen, Petersberg und Unterweikertshofen
  - Dörfer Guggenberg, Hof, Langengern, Oberhandenzhofen und Schluttenberg
  - Einöden Altstetten, Bogenried, Brand und Happach

- Haimhausen mit 9 Gemeindeteilen:[6]
  - Pfarrdorf Haimhausen
  - Kirchdörfer Amperpettenbach, Inhausen und Ottershausen
  - Dörfer Inhausermoos und Oberndorf
  - Weiler Maisteig und Westerndorf
  - Einöde Hörgenbach

- Hebertshausen mit 14 Gemeindeteilen:[7]
  - Pfarrdörfer Ampermoching und Hebertshausen
  - Kirchdörfer Prittlbach, Sulzrain und Unterweilbach
  - Dörfer Deutenhofen, Goppertshofen und Hackermoos
  - Weiler Kaltmühle, Lotzbach, Oberweilbach, Reipertshofen und Walpertshofen
  - Einöde Gänsstall

- Hilgertshausen-Tandern mit 28 Gemeindeteilen:[8]
  - Pfarrdörfer Hilgertshausen und Tandern
  - Kirchdorf Gumpersdorf
  - Dörfer Oberdorf, Stadelham und Thalmannsdorf
  - Weiler Ed, Eichenried, Gartelsried, Larezhausen, Mannried, Michelskirchen, Niederdorf, Pirket, Pranst und Weitenwinterried
  - Einöden Buxberg, Ferlhof, Hollerschlag, Neßlholz, Oberdinkelhof, Obertsloh, Reichel, Thalhof, Thonhof, Unterdinkelhof, Weiherhaus und Winterried

- Karlsfeld mit 4 Gemeindeteilen:[9]
  - Stadtrandsiedlung Karlsfeld
  - Dörfer Obergrashof und Rothschwaige
  - Weiler Waldschwaige

- Markt Markt Indersdorf mit 59 Gemeindeteilen:[10]
  - Hauptort Markt Indersdorf
  - Pfarrdörfer Hirtlbach, Indersdorf Kloster, Langenpettenbach, Niederroth und Westerholzhausen
  - Kirchdörfer Ainhofen, Arnzell, Glonn, Gundackersdorf, Ottmarshart und Weyhern
  - Dörfer Eglersried, Eichhofen, Karpfhofen, Ried, Senkenschlag, Straßbach und Wagenried
  - Weiler Albersbach, Eichstock, Frauenhofen, Hartwigshausen, Hörgenbach, Kleinschwabhausen, Lanzenried, Neuried, Puch, Schönberg, Siechhäusern, Stachusried, Stangenried, Tiefenlachen und Wöhr
  - Einöden Aberl, Ainried, Berg, Brand, Engelbrechtsmühle, Erl, Gittersbach, Grainhof, Harreszell, Häusern, Kattalaich, Kreut, Lochhausen, Neusreuth, Oberainried, Obergeiersberg, Obermoosmühl, Riedhof, Tafern, Unterainried, Untergeiersberg, Untermoosmühle, Weil, Wengenhausen und Wildmoos

- Odelzhausen mit 15 Gemeindeteilen:[11]
  - Pfarrdörfer Ebertshausen, Odelzhausen und Sittenbach
  - Kirchdörfer Miegersbach und Roßbach
  - Dörfer Dietenhausen, Essenbach, Gaggers, Hadersried, Höfa, Sixtnitgern und Taxa
  - Weiler Lukka
  - Einöden Sankt Johann und Todtenried

- Petershausen mit 19 Gemeindeteilen:[12]
  - Pfarrdörfer Asbach, Kollbach, Obermarbach und Petershausen
  - Kirchdörfer Glonnbercha, Mittermarbach und Weißling
  - Dörfer Oberhausen, Sollern und Ziegelberg
  - Weiler Göppertshausen, Mühldorf und Piflitz
  - Einöden Berghanerl, Freymann, Höckhof, Lindach, Speckhof und Wasenhof

- Pfaffenhofen a.d.Glonn mit 11 Gemeindeteilen:[13]
  - Pfarrdörfer Egenburg und Pfaffenhofen a.d.Glonn
  - Kirchdörfer Oberumbach und Unterumbach
  - Dörfer Ebersried und Wagenhofen
  - Weiler Bayerzell, Stockach und Weitenried
  - Einöden Kaltenbach und Miesberg

- Röhrmoos mit 14 Gemeindeteilen:[14]
  - Pfarrdörfer Großinzemoos, Röhrmoos und Schönbrunn
  - Kirchdörfer Arzbach, Biberbach, Kleininzemoos, Riedenzhofen und Sigmertshausen
  - Weiler Purtlhof, Rudelzhofen und Zieglberg
  - Einöden Durchsamsried, Mariabrunn und Schillhofen

- Schwabhausen mit 16 Gemeindeteilen:[15]
  - Pfarrdörfer Arnbach, Oberroth und Schwabhausen
  - Kirchdörfer Machtenstein, Puchschlagen und Rumeltshausen
  - Dorf Stetten
  - Weiler Kappelhof, Rienshofen, Sickertshofen und Unterhandenzhofen
  - Einöden Armetshofen, Edenholzhausen, Grub, Lindach und Rothhof

- Sulzemoos mit 12 Gemeindeteilen:[16]
  - Pfarrdörfer Einsbach und Sulzemoos
  - Kirchdörfer Orthofen und Wiedenzhausen
  - Weiler Eichenhof, Haidhof und Ziegelstadel
  - Einöden Hilpertsried, Lederhof, Lindenhof, Oberwinden und Unterwinden

- Vierkirchen mit 12 Gemeindeteilen:[17]
  - Pfarrdörfer Giebing und Vierkirchen
  - Kirchdörfer Jedenhofen, Pasenbach und Rettenbach
  - Dörfer Esterhofen und Ramelsbach
  - Weiler Milbertshofen
  - Einöden Gramling, Mitterwiedenhof, Oberwiedenhof und Unterwiedenhof

- Weichs mit 13 Gemeindeteilen:[18]
  - Pfarrdorf Weichs
  - Kirchdörfer Aufhausen und Ebersbach
  - Dörfer Erlhausen und Fränking
  - Weiler Edenholzhausen, Edenpfaffenhofen, Erlbach und Zillhofen
  - Einöden Albertshof, Biechlhof, Breitenwiesen und Daxberg

## Alphabetische Liste
In Fettschrift erscheinen die Orte, die namengebend für die Gemeinde sind.

### A
- Aberl zu Markt Indersdorf
- Ainhofen zu Markt Indersdorf
- Ainried zu Markt Indersdorf
- Albersbach zu Markt Indersdorf
- Albertshof zu Weichs
- Altomünster
- Altstetten zu Erdweg
- Ampermoching zu Hebertshausen
- Amperpettenbach zu Haimhausen
- Armetshofen zu Schwabhausen
- Arnbach zu Schwabhausen
- Arnberg zu Altomünster
- Arnzell zu Markt Indersdorf
- Arzbach zu Röhrmoos
- Asbach zu Altomünster
- Asbach zu Petershausen
- Assenhausen zu Dachau
- Aufhausen zu Weichs

### B
- Bayerzell zu Pfaffenhofen a.d.Glonn
- Berg zu Markt Indersdorf
- Berghanerl zu Petershausen
- Bergkirchen
- Bergkirchen-GADA zu Bergkirchen
- Bergkirchen-Lus zu Bergkirchen
- Biberbach zu Röhrmoos
- Bibereck zu Bergkirchen
- Biechlhof zu Weichs
- Bogenried zu Erdweg
- Brand zu Erdweg
- Brand zu Markt Indersdorf
- Breitenau zu Altomünster
- Breitenau zu Bergkirchen
- Breitenwiesen zu Weichs
- Buxberg zu Hilgertshausen-Tandern

### D
- Dachau
- Dachau-Ost zu Dachau
- Daxberg zu Weichs
- Deutenhausen zu Bergkirchen
- Deutenhofen zu Altomünster
- Deutenhofen zu Hebertshausen
- Dietenhausen zu Odelzhausen
- Durchsamsried zu Röhrmoos

### E
- Ebersbach zu Weichs
- Ebersried zu Pfaffenhofen a.d.Glonn
- Ebertshausen zu Odelzhausen
- Ed zu Hilgertshausen-Tandern
- Edenholzhausen zu Schwabhausen
- Edenholzhausen zu Weichs
- Edenpfaffenhofen zu Weichs
- Egenburg zu Pfaffenhofen a.d.Glonn
- Eglersried zu Markt Indersdorf

- Eichenhof zu Sulzemoos
- Eichenried zu Hilgertshausen-Tandern
- Eichhofen zu Markt Indersdorf
- Eichstock zu Markt Indersdorf
- Einsbach zu Sulzemoos
- Eisenhofen zu Erdweg
- Eisingertshofen zu Dachau
- Eisolzried zu Bergkirchen
- Engelbrechtsmühle zu Markt Indersdorf
- Erdweg
- Erl zu Markt Indersdorf
- Erlach zu Altomünster
- Erlbach zu Weichs
- Erlhausen zu Weichs
- Eschenried zu Bergkirchen
- Essenbach zu Odelzhausen
- Esterhofen zu Vierkirchen
- Etzenhausen zu Dachau

### F
- Facha zu Bergkirchen
- Feldgeding zu Bergkirchen
- Ferlhof zu Hilgertshausen-Tandern
- Fränking zu Weichs
- Frauenhofen zu Markt Indersdorf
- Freistetten zu Altomünster
- Freymann zu Petershausen

### G
- Gaggers zu Odelzhausen
- Gänsstall zu Hebertshausen
- Gartelsried zu Hilgertshausen-Tandern
- Giebing zu Vierkirchen
- Gittersbach zu Markt Indersdorf
- Glonn zu Markt Indersdorf
- Glonnbercha zu Petershausen
- Göppertshausen zu Petershausen
- Goppertshofen zu Hebertshausen
- Grainhof zu Markt Indersdorf
- Gramling zu Vierkirchen
- Gröbenried zu Bergkirchen
- Großberghofen zu Erdweg
- Großinzemoos zu Röhrmoos
- Grub zu Schwabhausen
- Guggenberg zu Erdweg
- Gumpersdorf zu Hilgertshausen-Tandern
- Gundackersdorf zu Markt Indersdorf
- Günding zu Bergkirchen

### H
- Haag zu Altomünster
- Hackermoos zu Hebertshausen
- Hadersried zu Odelzhausen
- Haidhof zu Sulzemoos
- Haimhausen
- Halmsried zu Altomünster
- Happach zu Erdweg
- Harreszell zu Markt Indersdorf
- Hartwigshausen zu Markt Indersdorf
- Häusern zu Markt Indersdorf
- Hebertshausen
- Heishof zu Bergkirchen
- Hilgertshausen zu Hilgertshausen-Tandern
- Hilpertsried zu Sulzemoos
- Hirtlbach zu Markt Indersdorf
- Höckhof zu Petershausen
- Hof zu Erdweg
- Höfa zu Odelzhausen
- Hohenried zu Altomünster
- Hohenzell zu Altomünster
- Hollerschlag zu Hilgertshausen-Tandern
- Holzgarten zu Dachau
- Hopfenau zu Bergkirchen
- Hörgenbach zu Haimhausen
- Hörgenbach zu Markt Indersdorf
- Humersberg zu Altomünster
- Hutgraben zu Altomünster

### I
- Indersdorf Kloster zu Markt Indersdorf
- Inhausen zu Haimhausen
- Inhausermoos zu Haimhausen
- Irchenbrunn zu Altomünster

### J
- Jedenhofen zu Vierkirchen

### K
- Kaltenbach zu Pfaffenhofen a.d.Glonn
- Kaltmühle zu Hebertshausen
- Kappelhof zu Schwabhausen
- Karlsfeld
- Karpfhofen zu Markt Indersdorf
- Kattalaich zu Markt Indersdorf
- Kiemertshofen zu Altomünster
- Kienaden zu Bergkirchen
- Kleinberghofen zu Erdweg
- Kleininzemoos zu Röhrmoos
- Kleinschwabhausen zu Markt Indersdorf
- Kollbach zu Petershausen
- Kreut zu Markt Indersdorf
- Kreuzholzhausen zu Bergkirchen

### L
- Langengern zu Erdweg
- Langenpettenbach zu Markt Indersdorf
- Lanzenried zu Markt Indersdorf
- Larezhausen zu Hilgertshausen-Tandern
- Lauterbach zu Altomünster
- Lauterbach zu Bergkirchen
- Lederhof zu Sulzemoos
- Lichtenberg zu Altomünster
- Lindach zu Petershausen
- Lindach zu Schwabhausen
- Lindenhof zu Sulzemoos

- Lochhausen zu Markt Indersdorf
- Lohfeld zu Dachau
- Lotzbach zu Hebertshausen
- Lukka zu Odelzhausen

### M
- Machtenstein zu Schwabhausen
- Maisbrunn zu Altomünster
- Maisteig zu Haimhausen
- Mannried zu Hilgertshausen-Tandern
- Mariabrunn zu Röhrmoos
- Markt Indersdorf
- Michelskirchen zu Hilgertshausen-Tandern
- Miegersbach zu Odelzhausen
- Miesberg zu Pfaffenhofen a.d.Glonn
- Milbertshofen zu Vierkirchen
- Mittermarbach zu Petershausen
- Mitterndorf zu Dachau
- Mitterwiedenhof zu Vierkirchen
- Mühldorf zu Petershausen

### N
- Neßlholz zu Hilgertshausen-Tandern
- Neuhimmelreich zu Bergkirchen
- Neuried zu Markt Indersdorf
- Neusreuth zu Markt Indersdorf
- Niederdorf zu Hilgertshausen-Tandern
- Niederroth zu Markt Indersdorf

### O
- Oberainried zu Markt Indersdorf
- Oberaugustenfeld zu Dachau
- Oberbachern zu Bergkirchen
- Oberdinkelhof zu Hilgertshausen-Tandern
- Oberdorf zu Hilgertshausen-Tandern
- Obererlach zu Altomünster
- Obergeiersberg zu Markt Indersdorf
- Obergrashof zu Dachau
- Obergrashof zu Karlsfeld
- Oberhandenzhofen zu Erdweg
- Oberhausen zu Petershausen
- Obermarbach zu Petershausen
- Obermoosmühl zu Markt Indersdorf
- Obermoosschwaige zu Dachau
- Oberndorf zu Altomünster
- Oberndorf zu Haimhausen
- Oberroth zu Schwabhausen
- Oberschröttenloh zu Altomünster
- Obertsloh zu Hilgertshausen-Tandern
- Oberumbach zu Pfaffenhofen a.d.Glonn
- Oberweilbach zu Hebertshausen
- Oberwiedenhof zu Vierkirchen
- Oberwinden zu Sulzemoos
- Oberzeitlbach zu Altomünster
- Odelzhausen
- Orthofen zu Sulzemoos
- Ottelsburg zu Altomünster
- Ottershausen zu Haimhausen
- Ottmarshart zu Markt Indersdorf
- Ottmarshausen zu Altomünster

### P
- Palsweis zu Bergkirchen
- Pasenbach zu Vierkirchen
- Pellheim zu Dachau
- Petersberg zu Erdweg
- Petershausen
- Pfaffenhofen zu Altomünster
- Pfaffenhofen a.d.Glonn
- Piflitz zu Petershausen
- Pipinsried zu Altomünster
- Pirket zu Hilgertshausen-Tandern
- Plixenried zu Altomünster
- Polln zu Dachau
- Pranst zu Hilgertshausen-Tandern
- Priel zu Bergkirchen
- Prittlbach zu Hebertshausen
- Puch zu Markt Indersdorf
- Puchschlagen zu Schwabhausen
- Pullhausen zu Dachau
- Purtlhof zu Röhrmoos

### R
- Radenzhofen zu Altomünster
- Ramelsbach zu Vierkirchen
- Rametsried zu Altomünster
- Randelsried zu Altomünster
- Reichel zu Hilgertshausen-Tandern
- Reichertshausen zu Altomünster
- Reipertshofen zu Hebertshausen
- Rennhof zu Bergkirchen
- Rettenbach zu Vierkirchen
- Ried zu Bergkirchen
- Ried zu Markt Indersdorf
- Riedenzhofen zu Röhrmoos
- Riedhof zu Markt Indersdorf
- Rienshofen zu Schwabhausen
- Röckersberg zu Altomünster
- Rodelzried zu Bergkirchen
- Röhrmoos
- Roßbach zu Odelzhausen
- Rothhof zu Schwabhausen
- Rothschwaige zu Karlsfeld
- Rudelzhofen zu Röhrmoos
- Rudersberg zu Altomünster
- Rumeltshausen zu Schwabhausen
- Ruppertskirchen zu Altomünster

### S
- Sankt Johann zu Odelzhausen
- Schauerschorn zu Altomünster
- Schielach zu Altomünster
- Schillhofen zu Röhrmoos
- Schloßberg zu Altomünster
- Schluttenberg zu Erdweg
- Schmarnzell zu Altomünster
- Schmelchen zu Altomünster
- Schönberg zu Markt Indersdorf
- Schönbrunn zu Röhrmoos
- Schwabhausen
- Sengenried zu Altomünster
- Senkenschlag zu Markt Indersdorf
- Sickertshofen zu Schwabhausen
- Siechhäusern zu Markt Indersdorf
- Sigmertshausen zu Röhrmoos
- Sittenbach zu Odelzhausen
- Sixtnitgern zu Odelzhausen
- Sollern zu Petershausen
- Speckhof zu Petershausen
- Stachusried zu Markt Indersdorf
- Stadelham zu Hilgertshausen-Tandern
- Stangenried zu Markt Indersdorf
- Steinkirchen zu Dachau
- Stetten zu Schwabhausen
- Stockach zu Pfaffenhofen a.d.Glonn
- Straßbach zu Markt Indersdorf
- Stumpfenbach zu Altomünster
- Sulzemoos
- Sulzrain zu Hebertshausen

### T
- Tafern zu Markt Indersdorf
- Tandern zu Hilgertshausen-Tandern
- Taxa zu Odelzhausen
- Teufelsberg zu Altomünster
- Thalhausen zu Altomünster
- Thalhof zu Hilgertshausen-Tandern
- Thalmannsdorf zu Hilgertshausen-Tandern
- Thonhof zu Hilgertshausen-Tandern
- Tiefenlachen zu Markt Indersdorf
- Todtenried zu Odelzhausen

### U
- Udlding zu Dachau
- Übelmanna zu Altomünster
- Unterainried zu Markt Indersdorf
- Unteraugustenfeld zu Dachau
- Unterbachern zu Bergkirchen
- Unterdinkelhof zu Hilgertshausen-Tandern
- Untergeiersberg zu Markt Indersdorf
- Unterhandenzhofen zu Schwabhausen
- Untermoosmühle zu Markt Indersdorf
- Unterumbach zu Pfaffenhofen a.d.Glonn
- Unterweikertshofen zu Erdweg
- Unterweilbach zu Hebertshausen
- Unterwiedenhof zu Vierkirchen
- Unterwinden zu Sulzemoos
- Unterzeitlbach zu Altomünster

### V
- Viehhausen zu Dachau
- Vierkirchen

### W
- Wagenhofen zu Pfaffenhofen a.d.Glonn
- Wagenried zu Markt Indersdorf
- Waldschwaige zu Karlsfeld
- Walkertshofen zu Erdweg
- Walpertshofen zu Hebertshausen
- Wasenhof zu Petershausen
- Webling zu Dachau
- Weichs
- Weiherhaus zu Hilgertshausen-Tandern
- Weil zu Markt Indersdorf
- Weißling zu Petershausen
- Weitenried zu Pfaffenhofen a.d.Glonn
- Weitenwinterried zu Hilgertshausen-Tandern
- Welshofen zu Erdweg
- Wengenhausen zu Markt Indersdorf
- Westerholzhausen zu Markt Indersdorf
- Westerndorf zu Haimhausen
- Weyhern zu Markt Indersdorf
- Wiedenzhausen zu Sulzemoos
- Wildmoos zu Markt Indersdorf
- Winterried zu Hilgertshausen-Tandern
- Wöhr zu Markt Indersdorf
- Wollomoos zu Altomünster
- Würmmühle zu Dachau

### X
- Xyger zu Altomünster

### Z
- Ziegelberg zu Petershausen
- Ziegelstadel zu Sulzemoos
- Zieglberg zu Röhrmoos
- Zillhofen zu Weichs

| ↑ Zurück zum Inhaltsverzeichnis |